# Headweb

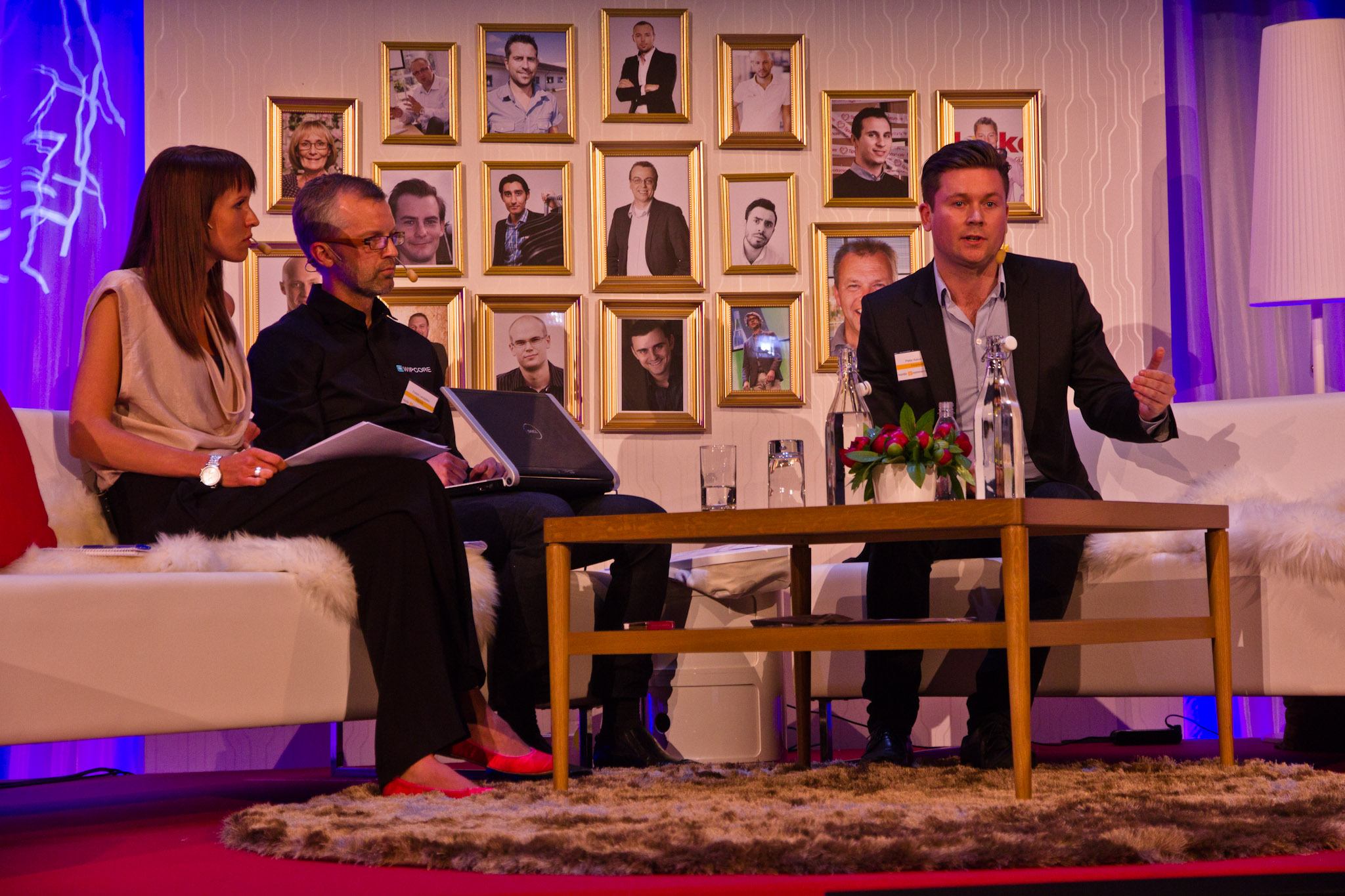
Peter Alvarsson, Headwebs grundare, till höger.

Headweb var en svensk filmtjänst och filmcommunity på internet som lanserades 2007. Headweb erbjöd uthyrning via streaming, så kallad video on demand. En tid kunde kunderna även köpa filmer för nedladdning. Filmtjänsten var tillgänglig via dator, spelkonsol och Iphone. I september 2015 flyttades kunderna och innehåll till filmtjänsten Plejmo.

## Historia
Bolaget Headweb AB grundades 2006 av Peter Alvarsson.
Webbtjänsten Headweb lanserades 2007 och hade fler än 3 900 filmer tillgängliga 2010.
År 2014 hade Headweb 350 000 användare. Samma år köptes Headweb AB upp av den då nylanserade streamingtjänsten Flow Network, samtidigt som Peter Alvarsson lämnade bolaget. Flow Network intresserade sig enbart för plattformen, medan webbplatsen och kunddatabasen senare såldes till Film2home.
I januari 2015 meddelades att konkurrenten Film2home köper Headweb.
I september 2015 köptes Film2home i sin tur upp av Magine kort efter att Film2home lanserat en ny filmtjänst, Plejmo. 24 september 2015 informerades Headwebs kunder via e-post om att webbplatsen ersatts av Plejmo och att appar ersatts av Plejmos dito.
I april 2017 sattes Headweb AB i konkurs av ägaren Flow Network.

## Teknik
Headwebs filmtjänst var tillgänglig via webbläsarna (PC, Windows, Linux) eller i PlayStation 3 och via app till Xbox 360. Tjänsten fanns också tillgänglig för den Mac OS X-baserade Open Source-mediaspelaren Plex. 2010 utvecklades en betaversion av en Iphone-applikation.

## Funktioner
Headweb var inte en reklamfinansierad tjänst utan finansieras genom att kunden betalade en summa för att hyra (och en tid även köpa) filmer. Filmer som köptes och laddades ner kunde lagligt brännas som en DVD-film.
Användarna fick poäng för att betygsätta filmer, kommentera filmer, fildela sina köpta filmer till andra Headweb-användare (uppladdning) och genom ett så kallat affiliate-program. Poängen kunde sedan omvandlas till virtuella pengar som i sin tur kunde användas för att hyra filmer.
Headweb använde sig inte av DRM och kopieringsskydd. Istället för en DRM-lösning användes en typ av digital vattenmärkning av alla filmer som laddades ner, vilket gjorde att filmen kunde spåras till köparen om kopian skulle spridas vidare. Headweb var först i Sverige att använda denna typ av skydd.

## Utmärkelser och kritik
År 2009 gav IDG negativ kritik, bland annat på grund av dålig videokvalitet.
År 2010 fick tjänsten kritik från IDG-tidskriften Macworld på grund av höga priser för köpfilm.
Både 2009 och 2010 utsågs Headweb till Sveriges bästa underhållningssajt av tidskriften Internetworld och Sveriges bästa filmtjänst av Digitala hemmet.
I januari 2012 utsågs Headweb till bäst i test av IDG-tidskriften PC för Alla med betyget 9/10. Bland annat gavs beröm för enkel användning och stort filmutbud.